# تریز (خلاقیت‌شناسی)
تریز (به انگلیسی: TRIZ) یا خلاقیت‌شناسی تریز (به انگلیسی: TRIZical Creanovatology) یکی از شاخه‌های تخصصی علم میان رشته‌ای و چند رشته‌ای خلاقیت‌شناسی یا خلاقیت‌نوآوری‌شناسی است و از مطالعه الگوهای تکراری بکار رفته در ابداعات و اختراعات گوناگون حاصل شده‌است (نتایج حاصل از اختراع‌شناسی تحلیلی یا تحلیل پتنت). این دانش توسط دانشمند خلاقیت‌شناس و اختراع‌شناس جنریچ آلتشولر (متولد تاشکند ۱۹۲۶–۱۹۹۸) پایه‌گذاری گردیده‌است. این دانش با نام‌ها و عنوان‌های توصیف‌گر مختلفی مانند «نوآوری نظام یافته»، «خلاقیت اختراعی»، «فناوری خلاقیت و نوآوری»، «روش‌شناسی اختراع»، «الگوریتم اختراع»، «روش‌شناسی حل مسئله‌های ابداعی»، «روش‌شناسی حل ابتکاری و ابداعانهٔ مسئله»، «مهندسی خلاقیت و نوآوری»، «روش‌شناسی خلاقیت»، «خلاقیت‌شناسی اختراع»، «خلاقیت‌شناسی فناوری» و مواردی از این قبیل نامیده می‌شود. در زبان انگلیسی مخفف تریز TIPS می‌شود که سرواژهٔ عبارت Theory of Inventive Problem Solving می‌باشد ولی در همه کشورها واژهٔ TRIZ عمومیت یافته (مانند TQM برای مدیریت کیفیت جامع) و مورد استفاده قرار می‌گیرد.

## تاریخچه
شالوده‌های دانش TRIZ از سال ۱۹۴۶ توسط گنریچ آلتشولر بر اساس نتایج حاصل از مطالعه اختراعات مختلف پایه‌گذاری شد.
آلتشولر که به پدر TRIZ لقب دارد در سال ۱۹۲۶ در تاشکند (شوروی سابق) متولد گردید. وی که از همان دوران نوجوانی نسبت به ابداعات و اختراعات کنجکاوی و علاقه خاصی داشت و اولین اختراع خود را در سن ۱۴ سالگی انجام داد در اداره ثبت اختراعات مشغول به کار شد.
کار او کمک به مخترعین برای ثبت اختراعاتشان بود. او در حین کار، گاهی به حل مسائل فنی آنان کمک می‌کرد. در این دوران بود که او دریافت حل مسائل فنی که منجر به اختراع و نوآوری می‌شود به اصول و روش هائی فراتر از تکنیک‌های خلاقیت شناخته شده تا آن هنگام (روش‌های کلاسیک) نیاز دارد. آلتشولر در طی مطالعات خود به این نتیجه مهم رسید که یک نظریه اختراع بایستی دارای چند ویژگی اصلی از جمله موارد زیر باشد:
1. شامل یک فرایند گام به گام و نظام یافته باشد.
2. بتواند از میان گستره‌ای از راه حل‌ها مستقیماً به بهترین راه حل (راه حل ایده‌آل، کمال) منجر گردد.
3. دارای ویژگی تکرارپذیری باشد.
4. بتواند ساختاری برای دانش ابداع ارائه نماید.

آلتشولر بیش از دویست هزار سند اختراع ثبت شده (پتنت) را مورد بررسی قرار داد تا متوجه شود اختراعات به عنوان مسئله‌های ابداعی (یعنی مسئله هائی که شامل حداقل وضعیتی به نام تناقض هستند) چگونه حل شده‌اند.
از بین این تعداد آلتشولر ۴۰۰۰۰ اختراع مهم و برجسته و به عبارتی راه حل‌های خلاق و ابداعی اصلی را مورد مطالعه عمیق‌تر قرار داد. براساس نتایج حاصل از این نوع مطالعات خلاقیت‌شناسی تحلیلی (اختراع‌شناسی تحلیلی – مطالعه تحلیلی پتنت)، آلتشولر به کشفیات بسیار مهمی دست یافت و اصول، مفاهیم و روش‌های TRIZ را در واقع به عنوان یک علم نوین و بسیار با ارزش به جهان ارائه نمود.
البته این خلاقیت و نوآوری فوق‌العاده مهم آلتشولر متأسفانه همانند بسیاری از کشفیات و اختراعات کوچک و بزرگ تاریخ در ابتدا درک نشده و با انواع مخالفت‌ها، مقاومت‌ها و بی مهری‌های تأسف‌برانگیز (آنچه که در خلاقیت‌شناسی تحت عنوان اینرسی خلاقیت و نوآوری نامیده می‌شود) مواجه شد و آلتشولر همانند بسیاری از دانشمندان و مخترعین سختی‌ها و مرارت‌های بسیار زیادی را متحمل گردید که مطالعه آن حاکی از اراده والا و تلاش و پشتکار شگفت‌انگیز آنان است.
به دلیل بی‌توجهی‌ها، عدم درک‌ها، بی‌مهری‌ها و مخالفت‌های اولیه آن زمان، TRIZ نتوانست به خوبی در روسیه ایفای نقش نماید و سال‌ها بعد بود که جایگاه آن شناخته شد. پس از پایان جنگ سرد و گسترش ارتباطات، کشورهای اروپائی، آمریکا، ژاپن و دیگر کشورها با دانش TRIZ آشنا شده و با پی بردن به اهمیت فوق‌العاده زیاد آن، به سرعت نسبت به فراگیری و جذب گسترده آن به‌طور جدی اقدام نموده و ضمن یادگیری و به‌کارگیری در تلاش برای رشد و توسعه آن برآمدند که همچنان به‌طور فزاینده ادامه دارد. چنان‌که در حال حاضر دربارهٔ TRIZ به عنوان یک دانش تخصصی و دارای رویکرد میان رشته‌ای تحقیقات علمی وسیعی به عمل می‌آید و اصول و مفاهیم آن توسط بسیاری از دانشمندان، پژوهشگران، مدیران، مهندسان و کارشناسان رشته‌های مختلف برای حل مسائل و ایجاد نوآوری‌ها به کار گرفته می‌شود و همواره به سرعت در حال گسترش و تکامل است. این روند به گونه‌ای است که جهت ترویج و توسعه آن مراکز مختلفی در کشورهای گوناگون تشکیل شده و برای آموزش آن در مقاطع مختلف تحصیلی (از پیش دبستانی تا دانشگاه) برنامه‌ریزی‌های علمی و اجرائی و اقدامات متعددی (مانند پروژه آموزش تریز در مدرسه - Tetris)انجام می‌گیرد.
بزرگ‌ترین خلاقیت و نوآوری آلتشولر به عنوان یک دانشمند علوم و مهندسی، یک دانشمند خلاقیت‌شناس و نیز به عنوان یک مخترع، خلاقیت و نوآوری او دربارهٔ خود موضوع خلاقیت و نوآوری می‌باشد.
آلتشولر به عنوان مخترع فنون اختراع و پایه‌گذار دانش TRIZ با تلاش و پشتکار بسیار جدی به مدت ۵۲ سال در راستای رشد و توسعه آن یکی از اصلی‌ترین و مؤثرترین بنیان‌گذاران علم خلاقیت‌شناسی و از بزرگ‌ترین دانشمندان قرن بیستم محسوب می‌شود (آلتشولر در سال ۱۹۹۸ درگذشت).
نقش و اهمیت دانش TRIZ شاهکار علمی آلتشولر به قدری است که از جنبه‌های مختلف می‌تواند در ردیف نظریه‌های علمی بزرگی مانند نظریه کوانتومی و نظریه نسبیت قرار گیرد و آلتشولر را با دانشمندان بزرگی مانند پلانک، اینشتین، شرودینگر، پیاژه، پائولینگ، واتسون و کریک همسنگ نماید.

## مفاهیم اصلی تریز
به‌طور کلی مجموعه نتایج حاصل از خلاقیت‌شناسی تحلیلی اختراعات (اختراع‌شناسی تحلیلی – مطالعه تحلیلی پتنت‌ها) توسط آلتشولر که تشکیل دهنده دانش TRIZ است شامل مفاهیم مختلفی است که مهم‌ترین آن‌ها به‌طور خیلی خلاصه و فهرست وار موارد زیر می‌باشند:

### قانون افزایش سطح ایده‌آل بودن (قانون کمال)
به این معنی که نظام‌های فنی همواره به سمت افزایش درجه ایده‌آل بودن یا کمال خود حرکت می‌کنند. ایده‌آلی یا سطح ایده‌آل بودن عبارت از نسبت جمع کلیه جنبه‌های مثبت و مفید یک سیستم به جمع کلیه جنبه‌های منفی و مضر آن سیستم می‌باشد.

### سیستم ۴ مرحله‌ایuu حل مسئله ابداعی
1. شناخت و تحلیل مسئله (مثلاً با استفاده از ابزار ISQ (پرسشنامه موقعیت نوآوری))
2. فرمول بندی مسئله.
3. جستجوی مسائل قبلاً حل شده.
4. استفاده از الگوهای راه حل‌های کشف شده (۴۰ راه حل یا اصل ابداعی).

### سطوح ۵ گانه حل مسئله و نوآوری
انواع حل مسئله و به‌طور کلی انواع خلاقیت و نوآوری در ۵ سطح قرار می‌گیرند:
1. راه حل‌های مشخص
2. بهبودهای کوچک (نوآوری‌های کوچک)
3. بهبودهای بزرگ (نوآوری‌های بزرگ)
4. مفاهیم جدید (نوآوری‌های خیلی بزرگ)
5. کشف‌ها بنیادی (نوآوری‌های بسیار بزرگ و ایجادکننده تغییرات بنیادی).

### تحلیل ماده - میدان (تحلیل Vepol)
با استفاده از این تحلیل مسائل به‌طور کلی به دو دسته تقسیم می‌شوند:
1. مسائل آشنا (مأنوس) تحت عنوان مسائل استاندارد
2. مسائل ناآشنا (نامانوس) تحت عنوان مسائل غیر استاندارد

### تعداد ۷۶ راه حل ابداعانه استاندارد
مسائل استاندارد شناخته شده با تحلیل Vepol می‌توانند با استفاده از این ۷۶ راه حل ابداعانه استاندارد حل شوند.

### مفهوم تناقض و ماتریس تناقض‌ها
TRIZ بر حل نوعی از مسئله تحت عنوان مسئلهٔ ابداعی متمرکز می‌باشد و اختراع را راه حل مسئلهٔ ابداعی می‌داند. مسئله ابداعی مسئله‌ای است که شامل یک یا تعدادی تناقض یعنی وضعیت تضاد و تعارض میان دو پارامتر (از پارامترهای ۳۹ گانه مانند وزن، جرم، حجم، درجه حرارت، سرعت و …) می‌باشد. (مثلاً در یک مسئله ابداعی، اعمال یک راه حل مستلزم تغییر در یکی از پارامترهای ۳۹ گانه در جهت ایجاد تغییر مطلوب و حل مسئله می‌باشد ولی همزمان این تغییر مثبت موجب ایجاد تغییر نامطلوب در یکی دیگر از ۳۹پارامتر و ایجاد نتیجه منفی در همان سیستم می‌شود، بنابراین در چنین حالتی وضعیت تناقضی وجود دارد).
حل «مسئلهٔ ابداعی» به معنی دستیابی به راه و روشی است که چنین تناقضی رفع گردد. آلتشولر با بررسی تحلیلی هزاران سند اختراع یعنی در واقع هزاران راه حل انواع مسئله‌های ابداعی و تناقض‌ها، ۳۹ پارامتر یا عامل ایجاد انواع وضعیت‌های تناقضی در یک سیستم را شناسائی نموده و آن‌ها را در یک جدول ۳۹ در ۳۹ قرار داد که نشان دهنده انواع وضعیت‌های تناقضی می‌باشد. این جدول ماتریس تناقض‌ها (: CM Contradiction Matrix) نام دارد.

### ۴۰ اصل ابداع
تعداد ۴۰ راه حل استخراج شده از مطالعه تحلیلی ی اسناد اختراعات موسوم به ۴۰ اصل ابداع یا اختراع. این ۴۰ اصل راه حل هائی برای رفع بخشی از انواع وضعیت‌های تناقضی در ماتریس تناقض‌ها می‌باشند.

### تأثیرات علمی اساسی
مجموعه‌ای از تأثیرات علمی اساسی (شامل انواعی از تأثیرات فیزیکی، شیمیائی، هندسی و زیست شناختی)

### روش TRIZ
TRIZ سر واژه‌های یک عبارت روسی است که برابر فارسی آن به معنی «الگوریتم حل مسئله ابداعی» می‌باشد.TRIZ یک دستورالعمل نظام یافته برای شناسائی راه حل مسئله غیراستاندارد با استفاده از قابلیت‌های همه فنون و روش‌های خلاقیت می‌باشد. TRIZ روش‌شناسی ویژه‌ای جهت حل مسئله ارائه می‌نماید.

## کاربردهای TRIZ
با استفاده از TRIZ می‌توان به نتایج و دستاوردهای متعددی از جمله موارد زیر دست یافت:
1. دستیابی به نوعی نگرش جامع علمی به ابداعات و اختراعات و به طورکلی به خلاقیت و نوآوری.
2. شکل‌گیری جنبه‌های بسیار مهمی از علم خلاقیت‌شناسی.
3. دستیابی به نوعی جهان بینی خلاق.
4. در اختیار داشتن یک سیستم به‌طور نسبی جامع و قدرتمند برای حل مسئله.
5. دستیابی به بهترین و مؤثرترین راه حل‌ها برای انواع مسائل علمی، فنی، انسانی و اجتماعی.
6. پیش‌بینی روند ابداعات و اختراعات در آینده (خلاقیت‌شناسی آینده شناختی)
7. ارائه آموزش‌های جدید مبتنی بر TRIZ در مدارس و دانشگاه‌ها (مانند برنامه آموزشی تتریس Tetris).
8. تسهیل و تسریع روند رشد و توسعه نوآوری در همه زمینه‌ها.

## توسعه تریز (TRIZ) در حوزه‌های غیرفناورانه
هرچند خاستگاه شکل‌گیری دانش تریز (TRIZ) اختراعات و سیستم‌های فناورانه می‌باشد ولی توسط پژوهشگران مختلف، نوعی برگردان و انتقال مفاهیم و تعمیم اصول و روش‌شناسی (متدولوژی) آن به دیگر سیستم‌ها مانند سیستم‌های علمی (مانند علوم پایه و علوم انسانی)، سیستم‌های اجتماعی، اقتصادی، سازمانی مدیریتی و غیره انجام گرفته و برای حل مسئله و خلاقیت و نوآوری در این حوزه‌ها مورد استفاده واقع می‌شوند. همچنین انواع تلفیق‌های ابزارها و روش‌های مبتنی بر TRIZ با سایر ابزارها و روش‌های حل مسئله و خلاقیت انجام شده و همواره برای ایجاد امکانات جدید و قابلیت‌های بیشتر انجام می‌گیرد.

## دیگر رویکردهای خلاقیت شناختی مبتنی بر TRIZ
با استفاده از اصول و مفاهیم TRIZ و توسعه تحلیل‌های مبتنی بر آن، رویکردهای خلاقیت شناختی و سیستم‌های حل مسئلهٔ خلاصه شده یا تعمیم یافته تر دیگری مانند موارد زیر حاصل شده‌است و این روند تکاملی همچنان ادامه دارد.
-رویکرد USIT :رویکرد ساده شده و عصاره‌ای از TRIZ (ارائه شده توسط سیکافوس در شرکت فورد) به معنی تفکر ابداعانه ساختار یافته یکپارچه.
-رویکرد AZIT(با واژگان روسی و به انگلیسی ASIT :به معنی تفکر ابداعانه نظام یافته پیشرفته.
-رویکرد TRTS (با واژگان روسی و انگلیسی TDTS به معنی نظریه رشد و توسعه نظام‌های فنی.
-رویکرد TRTL(با واژگان روسی و به انگلیسی TDCP به معنی نظریه رشد و توسعه افراد خلاق.
-رویکرد TTVC به معنی نظریه جامع برای خلاقیت چند جانبه.
-رویکرد OTSM (با واژگان روسی و به انگلیسی GTST) به معنی نظریه عمومی تفکر قوی.